# 숨바왕가

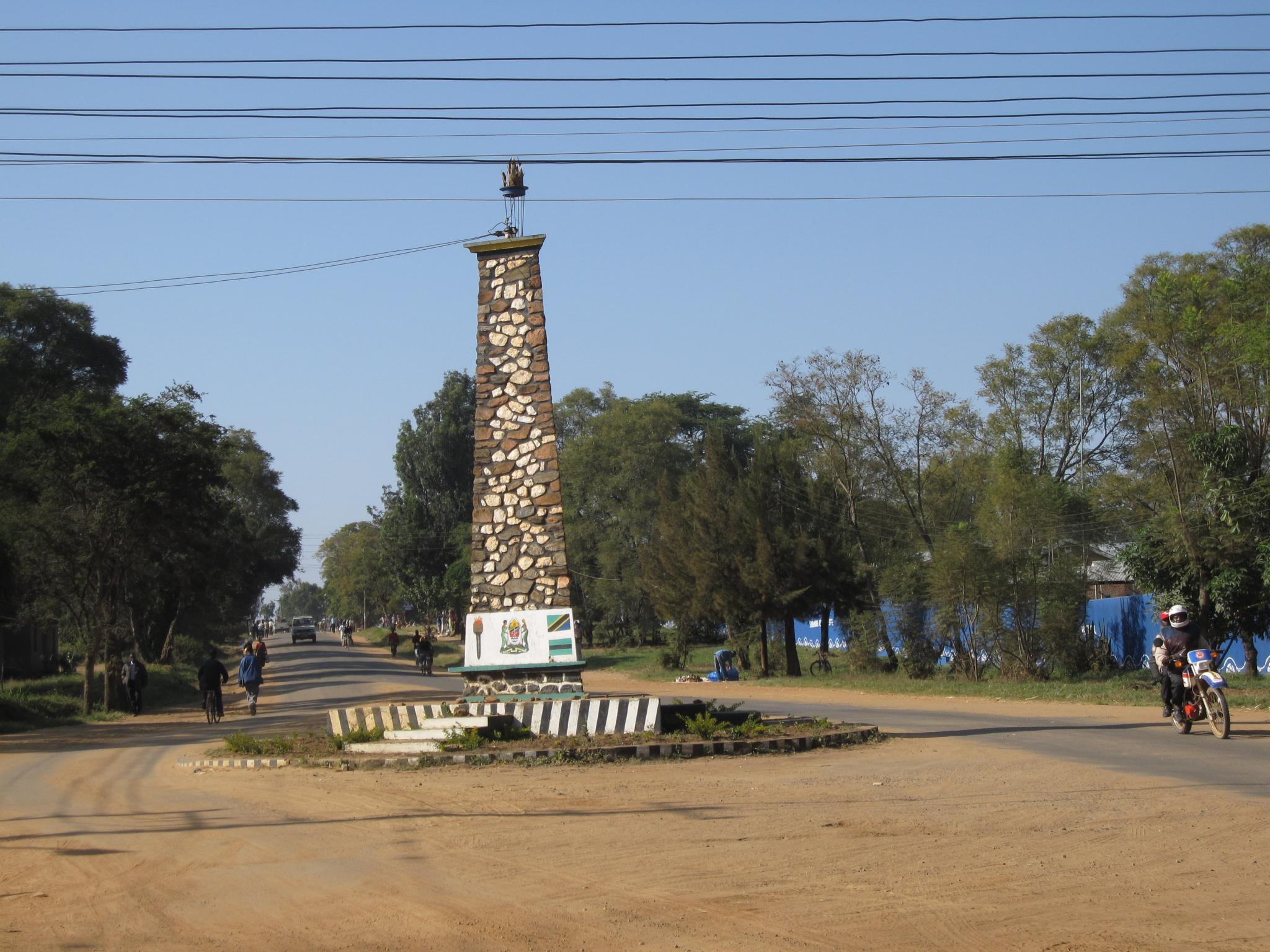

숨바왕가(스와힐리어: Sumbawanga)는 탄자니아 서부에 위치한 도시로, 루콰 주의 주도이며 인구는 약 150,000명(2002년 추정치)이다. 주요 산업은 농업과 소규모 사업이다.